# Nouziers

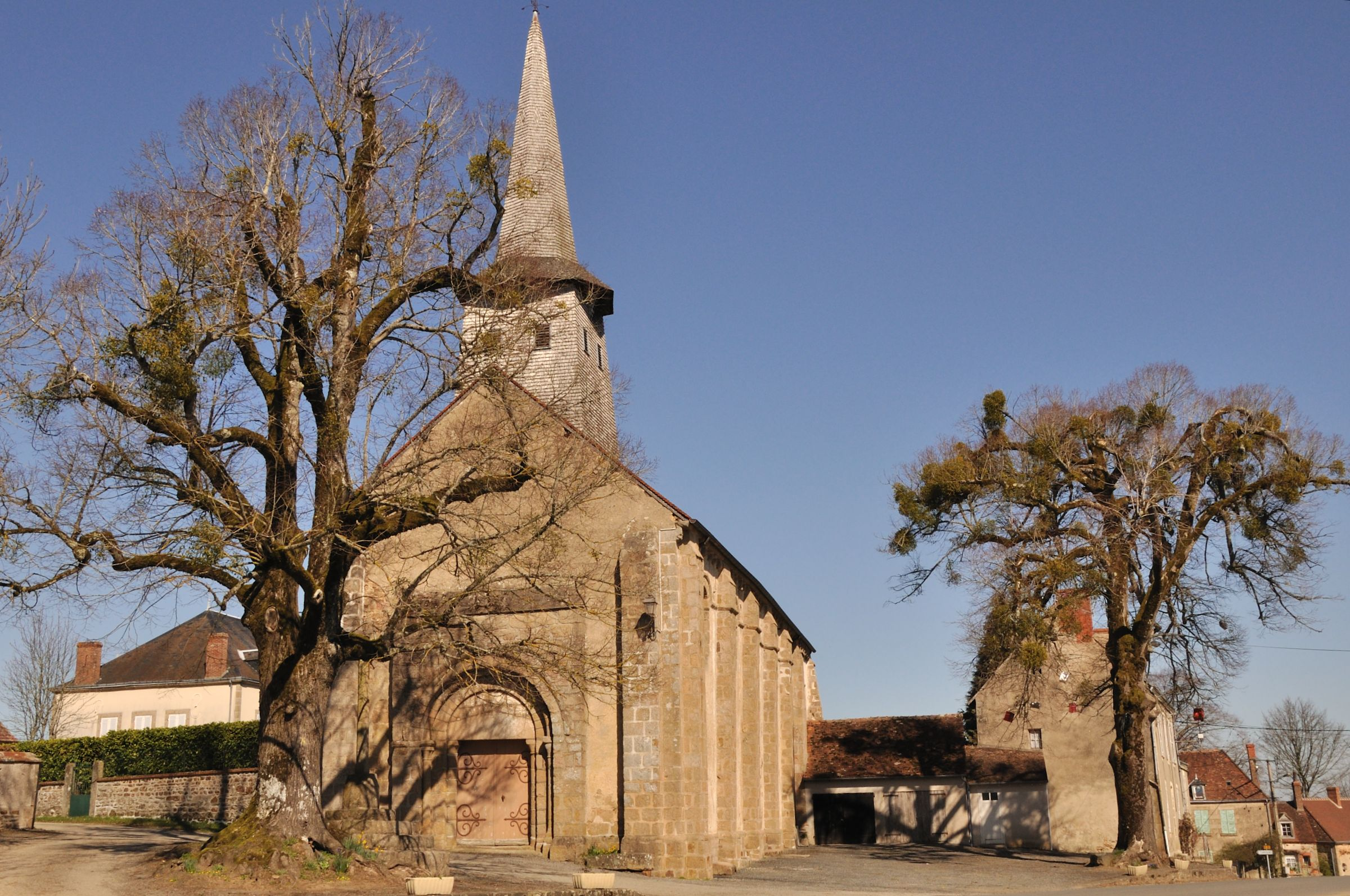
Zabytkowy Kościół Matki Bożej w Nouziers (2011)

Nouziers – miejscowość i gmina we Francji, w regionie Nowa Akwitania, w departamencie Creuse.
Według danych na rok 1990 gminę zamieszkiwało 278 osób, a gęstość zaludnienia wynosiła 19 osób/km² (wśród 747 gmin Limousin Nouziers plasuje się na 370. miejscu pod względem liczby ludności, natomiast pod względem powierzchni na miejscu 454.).

## Populacja

Populacja Nouziers w latach 1962–2008